# Кабельний екран
Кабельний екран — елемент із електропровідного немагнітного і (або) магнітного матеріалу у вигляді циліндричного шару навколо струмопровідної або ізольованої жили, групи, пучка, всього сердечника або його частини.
Служить для захисту зовнішніх кіл від впливу електромагнітних полів, які створюються струмами, що проходять по кабелю, і забезпечення симетрії електричного поля.
У кабелях на напругу 6 і 10 кВ з пластмасовою і паперовою ізоляцією електропровідний екран накладають поверх поясної ізоляції, у кабелях на напругу 10 — 35 кВ з пластмасовою ізоляцією та на напругу 20 і 35 кВ з паперовою ізоляцією — поверх струмопровідних жил і ізоляції.